# Distrikt Andahuaylas
Der Distrikt Andahuaylas liegt in der Provinz Andahuaylas in der Region Apurímac in Südzentral-Peru. Der Distrikt wurde am 21. Juni 1825 gegründet. Am 15. Dezember 2014 wurde der südöstliche Distriktteil abgetrennt und bildet seither den neu gegründeten Distrikt José María Arguedas.
Er hat eine Fläche von 197 km². Beim Zensus 2017 wurden 43.560 Einwohner gezählt. Die Distriktverwaltung befindet sich in der 2926 m hoch gelegenen Provinzhauptstadt Andahuaylas mit 35.500 Einwohnern (Stand 2017).

## Geographische Lage
Der Distrikt Andahuaylas liegt im Andenhochland im Norden der Provinz Andahuaylas. Der Fluss Río Chumbao durchquert den Norden des Distrikts in westlicher Richtung.
Der Distrikt Andahuaylas grenzt im Westen an die Distrikte Tumay Huaraca, Turpo und Talavera, im äußersten Norden an den Distrikt Pacucha, im Nordosten an den Distrikt San Jerónimo, im Südosten an den Distrikt José María Arguedas sowie im Süden an den Distrikt Colcabamba (Provinz Aymaraes).